# Emma Faust Tillman
Emma Faust Tillman (Gibsonville, 22 de novembro de 1892 — Hartford, 28 de janeiro de 2007) foi a pessoa mais velha do mundo durante quatro dias: desde 24 de janeiro de 2007 até à data do seu falecimento. 
Os pais de Emma foram escravos até à sua libertação, durante a Guerra Civil Americana (1861-1865), que determinou o fim da escravatura.
Em 1900 mudou-se para o Connecticut e chegou a trabalhar como empregada doméstica da atriz Katharine Hepburn.
Emma conheceu vinte e um presidentes estadunidenses, desde Benjamin Harrison (1889-1893) até George W. Bush (2001)
A longevidade é uma das características da família, já que um irmão de Emma morreu aos 108 anos e três irmãs entre os 102 e os 105 anos. Foi Decana da Humanidade de 24 de janeiro de 2007 até a data de seu falecimento, aos 114 anos e 67 dias. Sucedeu-lhe no título a japonesa Yone Minagawa, de 114 anos de idade. 